# Camphin-en-Pévèle
Camphin-en-Pévèle település Franciaországban, Nord megyében. Lakosainak száma 2506 fő (2022. január 1.). Camphin-en-Pévèle Baisieux, Bourghelles, Wannehain, Gruson, Cysoing és Tournai községekkel határos.

## Népesség
A település népességének változása:
| Lakosok száma | 2179 | 2304 | 2404 | 2452 | 2493 | 2499 | 2497 | 2501 | 2506 |
|               | 2013 | 2015 | 2016 | 2017 | 2018 | 2019 | 2020 | 2021 | 2022 |